# 阴道积血
阴道积血（英語：Hematocolpos），是一种医学病状，指阴道中充满月经血，它通常发生于月经期的有处女膜闭锁的女性。
一类相关的症状为子宫积血，是子宫中有月经血。它出现在初月经时期的原发性闭经少女，会造成复发性盆腔痛，伴有盆腔肿块。它也可能是先天性狭窄的子宫颈情况引起，或者是某类手术治疗的影响。